# Bernie Leadon
Bernard Leadon (ur. 19 lipca 1947 w Minneapolis, Minnesota, USA) – amerykański muzyk rockowy, multiinstrumentalista (gitara, mandolina, banjo, śpiew).

Występował w wielu zespołach m.in. Flying Burrito Brothers, Dillard and Clark, The Continentals. Najbardziej znany jest z występów w amerykańskiej supergrupie The Eagles w latach 1971–1976. Udziela się jako muzyk sesyjny, brał wielokrotnie udział przy nagrywaniu płyt takich wykonawców jak: Alabama, Rita Coolidge, David Crosby, John Denver, Emmylou Harris, Randy Newman, Stevie Nicks, Kenny Rogers, Linda Ronstadt, Stephen Stills.

## Dyskografia

### Albumy solowe
- 1977 – Natural Progressions (z Michaelem Georgiadesem)
- 2004 – Mirror